# Парадокс Моравека
Парадокс Моравека (англ. Moravec's paradox) — принцип в областях искусственного интеллекта и робототехники, согласно которому вопреки распространённому мнению высококогнитивные процессы требуют относительно небольших вычислений, в то время как низкоуровневые сенсомоторные операции требуют огромных вычислительных ресурсов. Принцип был сформулирован Хансом Моравеком, Марвином Минским и другими исследователями в 1980-х годах. Согласно Моравеку «относительно легко достичь уровня взрослого человека в таких задачах как тест на интеллект или игре в шашки, однако сложно или невозможно достичь навыков годовалого ребёнка в задачах восприятия или мобильности».
Лингвист и когнитивист Стивен Пинкер считает это открытие наиболее важным, сделанным исследователями искусственного интеллекта.
Марвин Минский отмечает, что сложнее всего произвести обратную разработку тех навыков, которые являются бессознательными.